# György Cserhalmi
Dans le nom hongrois Cserhalmi György, le nom de famille précède le prénom, mais cet article utilise l’ordre habituel en français György Cserhalmi, où le prénom précède le nom.
György Cserhalmi est un acteur hongrois né à Budapest, le 17 février 1948.
György Cserhalmi a joué dans plus de 200 films, depuis le début des années 1970. Il est l'un des acteurs contemporains les plus importants de la Hongrie, en particulier dans des rôles héroïques modernes. L'un de ses rôles les plus significatifs est Mephisto, dans le film de István Szabó (1981). Il est notamment connu pour ses interprétations remarquées dans Azonosítás (1976) qui a remporté l'Ours d'argent au 26e Festival international du film de Berlin pour sa réalisation exceptionnelle, ainsi que dans Želary d'Ondřej Trojan (2003).

## Filmographie partielle
- 1976 : Le Cinquième Sceau (Az ötödik pecsét) de Zoltán Fábri
- 1977 : Une nuit très morale (Egy erkölcsös éjszaka) de Károly Makk
- 1979 : Rhapsodie hongroise I et II (I. Magyar rapszódia. II. Allegro barbaro) de Miklós Jancsó
- 1980 : Narcisse et Psyché  (Nárcisz és Psyché) de Gábor Bódy
- 1981 : Mephisto d'István Szabó
- 1982 : Le Vautour (Dögkeselyű) de Ferenc András
- 1984 : Szirmok, virágok, koszorúk de László Lugossy
- 1986 : Hajnali háztetők de János Dömölky
- 1988 : Damnation (Kárhozat) de Béla Tarr
- 1988 : Hanussen d'István Szabó
- 1992 : Anna filmje de György Molnár
- 1994 : Pevnost de Drahomíra Vihanová
- 2003 : Želary d'Ondrej Trojan
- 2003 : Kontroll de Nimród Antal
- 2005 : Az igazi Mikulás de Péter Gárdos
- 2005 : A fény ösvényei d'Attila Mispál
- 2017 : La Lune de Jupiter (Felesleges ember) de Kornél Mundruczó :